# 마취총

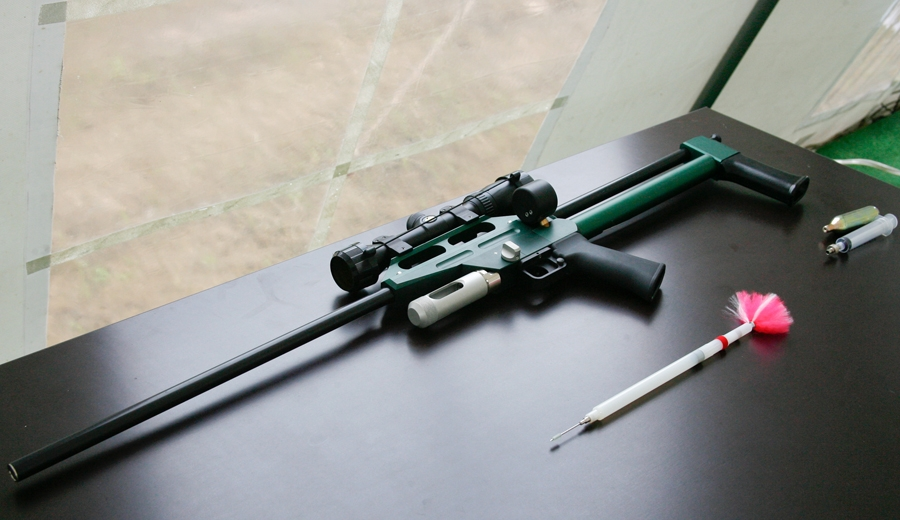

마취총은 보통 안정제로 부르는 마취제를 통해 동물의 과민성을 감소시키기 위해 사용되는 비살상 공기총이다.
이 총은 끝이 피하 주사침으로 된 투창을 발사하며 진정, 인위적 코마 또는 마비성의 진정용액으로 채워진다. 이 총은 야생 동물과 가축 동물을 차분하게 만드는데 사용된다.
마취총은 다트건(dart gun)으로도 부르며, 이는 백신이나 항생제를 포함하는 다트를 발사하는 총을 의미할 수도 있다.

## 역사
현대의 마취총은 1950년대에 뉴질랜드 사람 콜린 머독에 의해 발명되었다.

## 참고 자료
- Harthoorn, Antonie Marinus (1970). 《The Flying Syringe》. Bles.
- Harthoorn, Antonie Marinus (1976). 《The Chemical Capture of Animals》. Baillière Tindall. ISBN 0702005584.